# Pingo de Mel
Pingo de Mel es un cultivar de higuera tipo Higo Común Ficus carica bífera (con dos cosechas por temporada, las brevas-Lampos de primavera-verano, y los higos-Vindimos los higos de verano-otoño), de piel con color de fondo verde y con sobre color de bandas amarillas regulares. Se cultivan principalmente en Alcantarilha freguesia portuguesa del concelho de Silves, (Portugal) para higo fresco y seco. También en diversas zonas de Brasil como uso comercial y en huertos y jardines privados.

## Sinonimias
- „Moscatel Branco“,[5][6][7][8]

## Historia
Dentro de la Unión Europea, España es, junto a Grecia y Portugal, el mayor productor de higos.
El cultivo extensivo de las higueras era tradicional en Portugal, especialmente en las regiones del Algarve, Moura, Torres Novas y Mirandela. Se cosechaban los llamados « "figos vindimos" », que tenían como destino el mercado de los higos secos, para el consumo humano o industrial, pero también para la alimentación de los animales,
Era un higueral de baja densidad, entre 100 y 150 higueras por hectárea, con árboles de gran porte, baja productividad y mucha mano de obra. Todo esto, unido a la fuerte competencia de los higos provenientes del norte de África y Turquía, provocó un progresivo abandono de este cultivo.
Hoy día se está recuperando, pero orientada la producción para su consumo en fresco, imponiéndose variedades más productivas adaptadas a las exigencias y gustos del mercado, aumentando las densidades de plantación e incluso aportando la posibilidad de riego. La producción de higos para el mercado de fruta fresca tiene dos épocas distintas de producción. Una en mayo, junio y julio, que es la época de los « "figos lampos" » (brevas); y otra en agosto y septiembre, hasta las primeras lluvias, que es la época de los « "figos vindimos" » (higos).
La variedad 'Pingo de Mel' fue descrito por Mello Leotte (1901)e y por Bobone (1932), este último con ilustraciones, como una variedad portuguesa, cultivada comercialmente, ampliamente distribuida en Alcantarilha freguesia portuguesa del concelho de Silves, en el Algarve.

## Características
La higuera 'Pingo de Mel' es una variedad bífera (con dos cosechas por temporada), del tipo Higo Común. Los higos son de un calibre grande con peso promedio de 51,3 gramos.
Los árboles 'Pingo de Mel' tienen porte esparcido semierecto, con una tendencia alta de formación de rebrotes, de vigor medio, con yema apical cónica de tamaño medio, de color verde. Sus hojas predominantes son trilobuladas, con sus lóbulos espatulados, con bordes crenados, y la forma de la base cordiforme. Con cosecha de brevas-lampos con poca cantidad de frutos piriformes, con cuello corto y grueso, y con un pedúnculo corto; color de la piel amarillo verdosos; pulpa roja, con trazas de color violeta.Presenta una cosecha mediana de higos-vindimos que maduran a inicios de agosto, son de forma piriforme, fruto simétrico, con pedúnculo corto, y fácil abscisión del pedúnculo; piel lisa elástica brillante, con grietas longitudinales mínimas; con color de fondo verde y con sobre color de bandas amarillas regulares; tamaño del ostiolo grande, abertura ostiolar presente, con gota ostiolar, escamas ostiolares medias con contraste de color con el resto de la piel; color del receptáculo blanco; pulpa color rosa; cavidad interna pequeña con una cantidad de aquenios media, de tamaño medio; buenas cualidades organolépticas, de sabor dulce fundente; textura fina; calidad muy buena tanto para consumo en fresco como seco; Inicio de la maduración muy precoz; Tienen una manipulación razonable debido a su piel fina pero resistente.

## Cultivo
'Pingo de Mel' se trata de una variedad muy adaptada al cultivo de secano, con excelente producción de higos de buen tamaño y características que la hacen potencialmente muy atractiva para comercializar para su consumo en fresco y en seco. Se cultivan principalmente en Alcantarilha freguesia portuguesa del concelho de Silves, en el Algarve (Portugal), y en varias zonas productoras comercialmente de Brasil,